# 坂出祥伸
坂出 祥伸（さかで よしのぶ、1934年〈昭和9年〉3月3日 - 2020年〈令和2年〉6月10日）は、日本の中国哲学者。関西大学名誉教授、森ノ宮医療大学名誉教授。専門は中国哲学（近代思想）、道教、医学養生思想、占術（術数）。

## 経歴
1934年鳥取県生まれ。大阪外国語大学（現在の大阪大学外国語学部）中国語学科で学び、卒業した。その後は、京都大学大学院文学研究科で中国哲学史を専攻し、福永光司らの下で学んだ。1961年に修士課程を修了。
その後は、関西大学助教授となった。1986年に教授昇格。1985年、学位論文『中国近代の思想と科学』を名古屋大学に提出して文学博士号を取得。1989年から1990年、関西大学在外研究員としてフランス国立高等研究院へ研究留学し、道教を研究。2004年、関西大学を定年退職し、名誉教授となった。その後は森ノ宮医療大学教授に転じて教鞭をとり、2014年に退任し、同大学名誉教授となった。

## 著書

### 単著
- 『中国近代の思想と科学』同朋舎出版 1983
- 『中国の人と思想 11 康有為 ユートピアの開花』集英社 1985
- 『中国古代の占法 技術と呪術の周辺』研文出版（研文選書）1991
- 『道教と養生思想』ぺりかん社 1992
- 『「気」と養生 道教の養生術と呪術』人文書院 1993
- 『東西シノロジー事情』東方書店 1994
- 『「気」と道教・方術の世界』角川学芸出版（角川選書） 1996
  - オンデマンド版 2008年
- 『中國思想研究 醫藥養生・科學思想篇』関西大学出版部 1999
- 『道教とはなにか』中央公論新社（中公叢書） 2005
  - ちくま学芸文庫 2017
- 『中国古典を読むはじめの一歩 これだけは知っておきたい』集広舎 (あじあ楽学選書)　2008 
  - 『初学者のための　中国古典文献入門』ちくま学芸文庫 2018
- 『道家・道教の思想とその方術の研究』汲古書院 2009
- 『日本と道教文化』角川選書 2010
- 『道教と東南アジア華人社会　その信仰と親族的結合』東方書店 2013
- 『響きあう身体 「気」の自然観・瞑想法・占術』関西大学出版部 2014
- 『江戸期の道敎崇拜者たち 谷口一雲・大江文坡・大神貫道・中山城山・平田篤胤』汲古書院 2015

### 共編著
- 『秦漢思想研究文献目録』 関西大学出版広報部 1978
- 『不忍雑誌・政論・国風報・庸言目録』小林武共編 中国文化研究会(中国文化研究叢刊 第1輯) 1979
- 『中国古代養生思想の総合的研究』平河出版社 1988
- 『「道教」の大事典 道教の世界を読む』新人物往来社 1994
- 『「気」の思想から見る道教の房中術 いまに生きる古代中国の性愛長寿法』梅川純代共著 五曜書房 (心と教養シリーズ) 2003
- 『道教的密教的辟邪呪物の調査・研究』大形徹・頼富本宏共編 ビイング・ネット・プレス 2005

### 翻訳
- 『大同書』明徳出版社 （中国古典新書） 1976
- 喜多村利且『導引体要』小林和彦共訓注 谷口書店 1986
- 任継愈『老子訳注』武田秀夫共訳 東方書店 1994
- M.カルタンマルク（英語版）『老子と道教』井川義次共訳 人文書院 2001

### 記念論集
- 『中国思想における身体・自然・信仰 坂出祥伸先生退休記念論集刊行会』東方書店 2004